# Mirjana Maksimović
Mirjana Maksimović (in serbo Мирјана Максимовић?; Titovo Užice, 7 marzo 1954) è un'ex cestista jugoslava.

## Carriera
Con la Jugoslavia ha disputato i Campionati europei del 1970.